# Tinicachi (distrito)
Tinicachi é um distrito do Peru, departamento de Puno, localizada na província de Yunguyo.

## História
O então Presidente da República, Fernando Belaúnde, baixou o decreto nº 24042 de dezembro de 1984, crea o distrito da Tinicachi.

## Alcaides
- 2011-2014:  Modesto Paredes Vargas.
- 2007-2010: Alexander Bryan Uchasara Mamani.

## Festas
- Nossa Senhora de Lujan
- Ascensão de Jesus

## Transporte
O distrito de Tinicachi não é servido pelo sistema de estradas terrestres do Peru.